# 伊朗土曼
伊朗土曼（英語：Toman）是伊朗官方貨幣。2020年5月4日，伊朗議會投票通過《伊朗貨幣和銀行法》修正案，將官方貨幣由里亚尔改為「土曼」，1萬里亞爾兌換1土曼。